# القمة العربية 2006 (الخرطوم)
القمة العربية 2006 عقدت في أواخر مارس/آذار 2006 في العاصمة السودانية الخرطوم. وفي هذه القمة جدد القادة العرب طرح مبادرة السلام العربية مع إسرائيل التي تقوم على مبدأ الأرض مقابل السلام وفق مقررات قمة بيروت عام 2002، رافضين الحلول المنفردة من الجانب الإسرائيلي، كما انتقدوا التهديدات بقطع المساعدات المالية عن السلطة الفلسطينية. وبالنسبة للوضع الأمني المتدهور في العراق، وأكد القادة العرب تضامنهم مع الشعب العراقي ودعوا إلى احترام سيادة العراق ووحدة أراضيه وحريته واستقلاله، كما دعوا الشعب العراقي إلى التمسك بالوحدة الوطنية. وفي هذه القمة ظهر التشقق في القيادة اللبنانية التي تمثلت بوفدين على رأس أحدهما رئيس الجمهورية إميل لحود بينما ترأس الثاني رئيس الحكومة فؤاد السنيورة.